# Mujer con sombrero (Matisse)
Mujer con sombrero (en francés: La femme au chapeau ) es una pintura al óleo sobre lienzo de Henri Matisse. Representa a la esposa del artista, Amélie Matisse.  Fue pintada en 1905 y expuesta en el Salón de Otoño de ese mismo año, junto con obras de André Derain, Maurice de Vlaminck y otros artistas conocidos posteriormente como «fauves».
El crítico Louis Vauxcelles, al comparar los cuadros de Matisse y sus socios con una escultura de tipo renacentista expuesta junto a ellos, utilizó la frase «Donatello chez les fauves...».  (Donatello entre las bestias salvajes).  La Mujer con sombrero fue el centro de esta controversia y marcó un cambio estilístico en la obra de Matisse, que pasó de las pinceladas divisionistas de sus obras anteriores a un estilo más expresivo. Su pincelada suelta y su calidad «inacabada» escandalizaron a los espectadores tanto como sus colores vivos y no naturalistas.

## Descripción
El cuadro es un retrato de medio cuerpo de Amélie Matisse sentada. El tamaño, el formato, la pose y el atuendo sugieren un retrato de sociedad, pero se alejan claramente de estilos pictóricos anteriores. En la obra, colores atrevidos y antinaturales y pinceladas arremolinadas componen el rostro de la mujer. : 53 El uso que Matisse hace del color vibrante para representar la luz y la sombra es evidente en la línea verde que separa el rostro. Estas pinceladas y colores definen la obra, dirigiendo la atención del espectador hacia detalles como la mano enguantada y el abanico ornamentado. Además, el imaginativo sombrero se aleja por completo de la pintura como reflejo de la realidad. : 52 Por último, el fondo del cuadro aparece en gran medida ambiguo, lo que dificulta determinar la posición de la silla o el escenario en el que se realizó esta pintura.

## El ascenso del fovismo
Matisse asombró a la sociedad parisina con la exposición de este retrato en el Salón de Otoño de 1905. Comenzó a pintarlo en septiembre y lo terminó antes de su presentación en el salón en octubre. Forma parte de una serie más amplia que realizó en el sur de Francia entre mayo y septiembre de 1905. Durante este periodo, André Derain, pintor integrado en el movimiento fauvista, se reunió con él en su casa de Collioure. Ambos pretendían tratar el color como un «material», al igual que otros sólidos como la piedra o la madera. Este objetivo inspiró la Mujer con sombrero, que se aparta de las técnicas pictóricas anteriores y demuestra un cambio en el mundo del arte francés conocido como fovismo.
En el cuadro propiamente dicho, Matisse comenzó con un esbozo tosco, llenando la obra de trazos de color contrastados en lugar de formas definidas. Este estilo representa un claro cambio con respecto a sus anteriores pinturas neoimpresionistas. Por primera vez, Matisse se apartó de una sola técnica. En su lugar, adoptó un estilo multitécnico, lo que, según el estudioso John Elderfield, demuestra «cómo estaba cuestionando los fundamentos del Impresionismo del que había surgido». Así, el fauvismo nació de las técnicas empleadas en Mujer con sombrero.

## Escándalo
Las inusuales técnicas del cuadro no fueron inmediatamente elogiadas. De todas las obras presentadas al Salón, Mujer con sombrero fue la que atrajo a más público, aunque la mayor parte de la atención no fue positiva. Según John Klein, la «paleta brillante y la aplicación suelta y aparentemente desordenada» fueron las que atrajeron menos atención. La obra fue considerada infantil, tachada de locura tanto por el público como por los medios de comunicación. : 56 
El fauvismo provocó esta reacción en muchos de sus primeros espectadores. Sin embargo, Matisse y otros continuaron con esta nueva técnica y expusieron juntos por primera vez en el Salon des Indépendants de 1906. La pieza central de esta exposición fue otra obra de Matisse, Le Bonheur de Vivre (La alegría de vivir), que demostraba su papel central en el inicio de este movimiento. 
Al recordar la polarizante recepción de la obra, se cita a Amélie Matisse diciendo: «Estoy en mi elemento cuando la casa se incendia».

## Propiedad
Gertrude y Leo Stein compran la controvertida Mujer con sombrero por 500 francos, lo que levanta la moral de Matisse tras las duras críticas iniciales a su obra.   Los hermanos Stein eran dos estadounidenses que trajeron al salón francés sus visiones modernas de la pintura, contrarrestando el gusto conservador francés. Esto los convirtió en uno de los pocos admiradores de la nueva obra de Matisse. : 55 
En la década de 1950, en San Francisco, fue adquirido por la familia Haas. En 1990, Elise S. Haas legó Mujer con sombrero y otras treinta y seis obras de arte al Museo de Arte Moderno de San Francisco, donde el cuadro permanece en la actualidad.